# Ställverk (järnväg)
Ett ställverk för en järnväg är en anläggning för att manövrera ett tågs väg genom ett spårområde på ett sådant sätt att säkerhetskonflikter inte uppstår. Detta sker genom att växlars lägen och hinder på spåravsnitt (tåg) först registreras och sedan genom att körbesked ges till tågen via antingen radiosignaler (GSM-R), elektromagnetiska meddelanden från spåret (baliser) eller optiska signaler utmed banan.
Manövreringen sker antingen automatiskt eller av en tågklarerare och innebär att en tågfärdväg reserveras vilket betyder att den lagda tågfärdvägen är hinderfri och att inga andra tåg kan komma in på tågfärdvägen.
Ordet kommer från tyska Stellwerk och det heter Interlocking system på engelska.

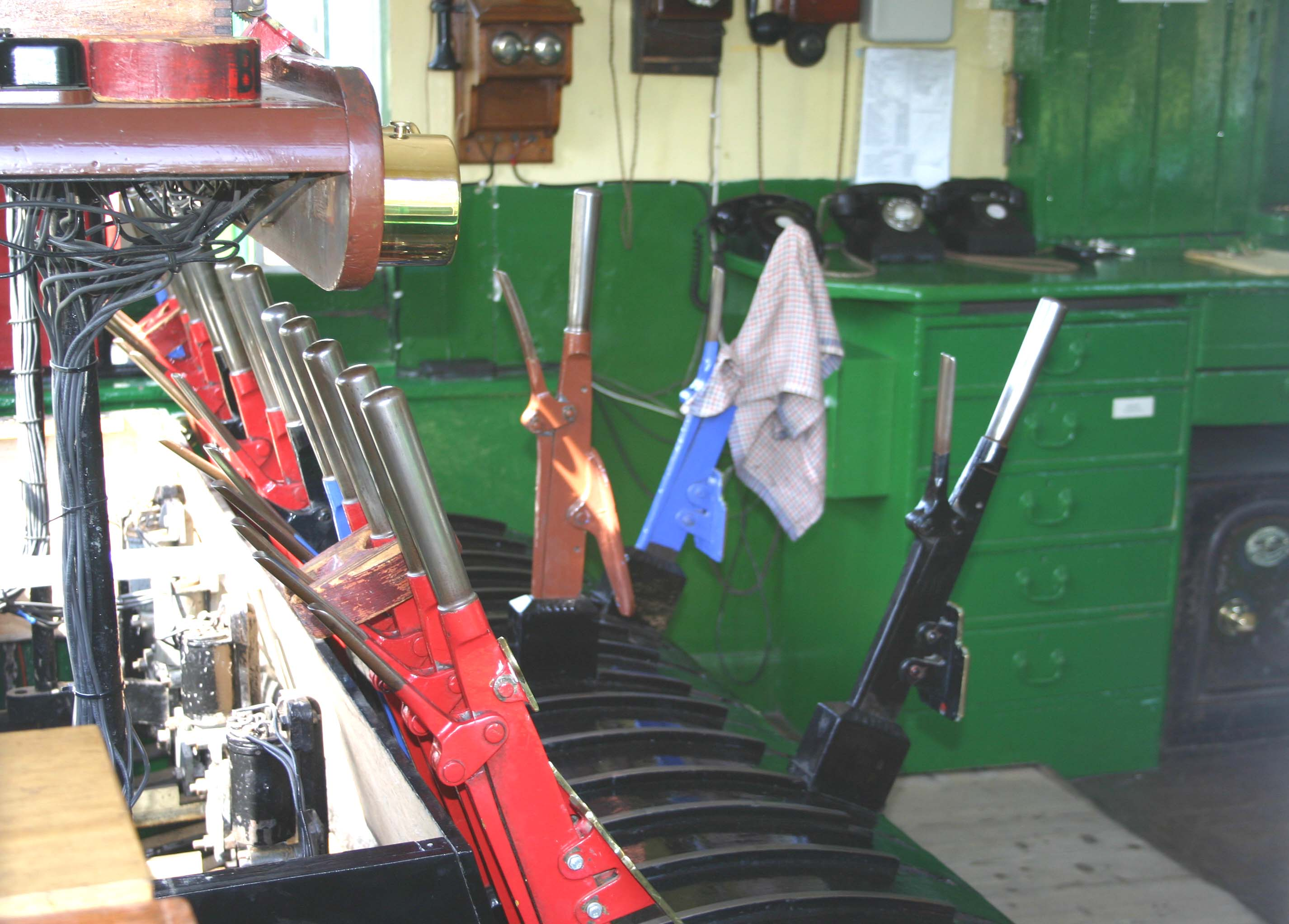
Insida av ett mekaniskt ställverk.

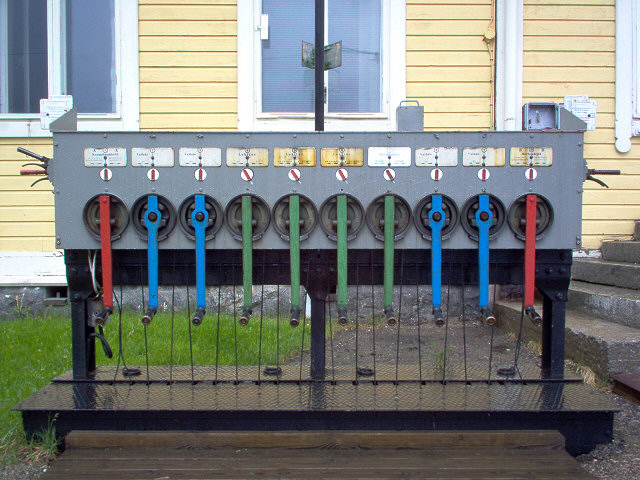
Vevställverk i Sukeva järnvägsstation, Finland

## Historik och teknik
Ställverket blev tidigt en fundamental komponent i en järnvägs säkerhetssystem. Ställverk har funnits i över 100 år och utvecklats i flera steg:
- Mekaniska ställverk. Manövreras vanligen av tågklareraren (tidigare stinsen) med vevar och spakar. Växlar omlägges via linor. Linor kan även ställa om semaforer för körorder till tågen. Kontrollen av att inga manövrar stod i konflikt med varandra skedde med hjälp av komplicerade system av linjaler som förskjutes i förhållande till varandra. Linjalerna har ett visst mönster av nockar som förhindrade reglar att föras in. Mekaniska ställverk började installeras i slutet av 1800-talet och blev med tiden alltmer avancerade för att så långt som möjligt undvika den mänskliga faktorn.
- Elektromekaniska ställverk. Innebär att vevarna utbyttes mot elektriska vred, omläggningen av växlar drevs av elmotorer, semaforerna ersattes av elektriska ljussignaler och linjalsystemet ersattes av reläer som förhindrade säkerhetskonflikter. Man införde även spårledningar som kunde känna av om en järnvägsvagn befann sig på ett spår och hindra att tågväg läggs. På köpet fick man även en enkel tablå över spårområdet med lampor som visade tågvägarna. Man hade även ett system med kontrollåsnycklar som krävdes för att låsa upp en viss tågväg - vanligen till ett sidospår. Det fanns enkla ställverk för mindre stationer i form av en pulpet framför stationshuset. Men även stora ställverk som utgjorde ett litet "kontrolltorn" med utsikt över en större bangård. Elektromekaniska ställverken började komma i början av 1900-talet.
- Elektroniska ställverk. Hjärtat är en dator som programmerats med all logik som krävs för att förhindra säkerhetskonflikter. Manövreringen sker antingen automatiskt eller av tågklarerare via bildskärmar. Kontrollen av växlars lägen och hinderindikationer från spårledningar sker genom A/D-omvandlare som tar in elektriska lägessignaler (vanligen jordningar) och omformar dem till digitala meddelanden. A/D-omvandlarna styr även reläer (mekaniska eller elektroniska) som ställer om växlar och ljussignaler. Slutligen sänds digitala signaler till de baliser som sänder körbesked till passerande tåg (ATC-systemet). Det senare gjorde dels att tåg nödbromsade automatiskt om föraren ej reagerade på körbesked och dels att man med fjärrblockering kunde låta flera tåg följa efter varandra på en linje utan att komma för nära varandra. I det senaste European Railway Management System ERTMS sänds körbeskeden via radio (GSM-R) till lokförarna. De elektroniska ställverken började ersätta de elektromekaniska från slutet av 1900-talet. Andra viktiga funktioner var att de elektroniska ställverken kunde:
  - Fjärrmanövreras, vilket gjorde att tågklareringen kunde centraliseras till ett fåtal övervakningscentraler i Sverige.
  - Magasinera. Flera tågfärdvägar kunde läggas in i förväg och sedan när det var dags, automatiskt läggas.
- Datoriserade ställverk. Samordningen av tågklareringen till ett fåtal övervakningscentraler samt övergången till ett standardiserat Europeiskt säkerhetssystem ERTMS (European Rail Traffic Management), ledde till olika typer av datoriserade ställverksliknande delsystem som dels kan fungera autonomt och dels fjärrstyras enligt den hierarki som de är konstruerade efter. Dessa delsystem är ofta specialutformade till en vissa grundfunktioner såsom:
  - Stationsställverk placerade vid stationerna och som styr de växlar och körbesked som gäller inom stationen eller anslutande linjer. En station kan numera vara från en enkel krysstation ute på en linje där tågen kan byta sida på ett dubbelspår till en vanlig station med ett större spårområde.
  - Specialställverk för rangeringsbangårdar till exempel Hallsberg, där ställverket även styr vagnuppbromsningar och fällande av stoppbockar.
  - Övervakningsställverk där flera tågklarerare styr tågvägarna över en hel region genom att kommunicera med stationsställverken.
  - ERTMS-ställverk eller radioblockcentral (RBC), som är en framtida standardiserad lösning över Europa för att underlätta gränsöverskridande trafik. Dessa använder radiotrafik byggd på GSM-R för att dels mottaga positionsmeddelanden från alla tåg och dels sända körbesked tillbaka (movement authority) till lokförarna. Denna typ av ställverk planeras att införas i Sverige fram till 2030 med början på Botniabanan 2010.[uppföljning saknas]

## Reglemente
Parallellt med den tekniska utvecklingen har reglementen, som beskriver rutinerna och ansvaren hos tågklarerare, förare m.fl. utvecklats. Från juni 2009 gäller Transportstyrelsens trafikföreskrifter (JTF) där man definierar vad ett fullständigt signalställverk automatiskt utför innan ett körtillstånd lämnas, nämligen:
1. kontrollera att tågfärdvägen är hinderfri samt att tågfärdvägen är skyddad från sidan,
2. kontrollera att tågvägens skyddssträcka är hinderfri,
3. kontrollera att växlar och spårspärrar intar de avsedda lägena och är i kontroll,
4. kontrollera att andra otillåtna tågfärdvägar inte är låsta,
5. reservera tågfärdvägen genom att låsa motsvarande tågfärdväg och
6. aktivera vägskyddsanläggningar i tågfärdvägen som måste vara aktiverade för att huvudsignalen ska kunna ställas till "kör".